# 日本國鐵DD11型柴油機車
DD11型柴油机车（日语：DD11形ディーゼル機関車）是日本国有铁道的柴油机车车型之一，也是日本第一种采用液力传动的柴油机车，由汽车制造公司开发研制。首批三台机车于1954年（昭和29年）生产，第二批经过改进的六台机车于1957年（昭和32年）生产。

## 历史
1954年，汽车制造公司研制了日本第一种液力传动柴油机车——DD11型柴油机车。该型机车是四轴轻型调车机车，采用外走廊布置的罩式车体，司机室设置于车体中部，前后两端均为对称的机械室，机械室的高度略低于司机室。机车走行部为两台二轴转向架，兩動軸之間使用外側連桿驅動。动力装置方面，DD11型柴油机车采用了对称的双机组布置形式，每台机车装有两套完全相同的柴油机和传动装置，并采用与Kiha10系柴油动车组相同的动力传动装置，以降低生产成本和维护成本。机车装用两台DMH17B型八气缸、直列式的四冲程高速柴油机，气缸直径为130毫米，活塞行程为160毫米，额定功率为180马力，额定转速为每分钟1500转。传动装置采用TC-2·DF115型液力传动箱。

## 参看
- DD12型柴油机车
- DD13型柴油机车
- DD15型柴油机车